# Fărăgău
Fărăgău é uma comuna romena localizada no distrito de Mureș, na região histórica da Transilvânia. A comuna possui uma área de 39.75 km² e sua população era de 1680 habitantes segundo o censo de 2007.